# Dowiackie Nowiny
Dowiackie Nowiny ist der Name einer ehemaligen Ortschaft in der polnischen Woiwodschaft Ermland-Masuren im Gebiet der Stadt- und Landgemeinde Węgorzewo (Angerburg) im Powiat Węgorzewski (Kreis Angerburg).
Die Ortsstelle der nicht mehr bestehenden Ortschaft Dowiackie Nowiny liegt im Nordosten der Woiwodschaft Ermland-Masuren, fünf Kilometer nordöstlich der Kreisstadt Węgorzewo (Angerburg) und südlich der Trasse der Bahnstrecke Kętrzyn–Węgorzewo (Rastenburg–Angerburg). Bis 2009 galt der Name für eine Ortschaft, die zu Kalskie Nowiny (deutsch Kehlerwald) gehörte; heute wird er nur noch aus historisch-juristischen Gründen geführt. Ein früherer deutscher Name des Ortes ist nicht auszumachen.
Die Ortsstelle ist nur über einen unwegsamen Landweg erreichbar, der von Kalskie Nowiny (Gemeinde Węgorzewo) nach Kaczorowo (Katzerowen, Gemeinde Budry (Buddern)) führt.